# Oona Laurence
Pour les articles homonymes, voir Laurence.
Oona Laurence, née le 1er août 2002 à New York, est une actrice  américaine. Elle est connue pour avoir interprété au théâtre le rôle-titre dans la comédie musicale Matilda à l'âge de 10 ans. Au cinéma elle a déjà joué dans une dizaine de longs métrages avant ses 18 ans, dont La Rage au ventre, Peter et Elliott le dragon et Les Proies.

## Biographie
Après plusieurs apparitions dans des productions théâtrales régionales et des rôles mineurs dans des courts métrages et épisodes télévisés, Oona Laurence auditionne pour la  comédie musicale Matilda the Musical en 2012. elle décroche le rôle-titre de Matilda, et se produit alors dans ce spectacle au Shubert Theatre. Son interprétation lui vaudra un Tony Honors for Excellence in Theatre.
À partir de 2014 elle commence à enchaîner les rôles au cinéma avec La Reine des jeux, Lamb (en), La Rage au ventre (Southpaw), puis Peter et Elliott le dragon.
En 2017 elle est à l'affiche du film Les Proies de Sofia Coppola, prix de la mise en scène au Festival de Cannes.

## Théâtre
- 2013 : Matilda : Matilda

## Filmographie

### Cinéma
- 2012 : Esther (court métrage) : Esther
- 2012 : Wet Cement (court métrage) : Petite fille
- 2013 : Correcting. Perplexing. Patrick. de Michael Galvan : Jessica Barnwell
- 2014 : La Reine des jeux (A Little Game) de  Evan Oppenheimer : Becky
- 2015 : Damsel (en) de Douglas Burgdorff : Ava
- 2015 : I Smile Back de Adam Salky : Daisy
- 2015 : Lamb (en) de Ross Partridge : Tommie
- 2015 : La Rage au ventre (Southpaw) d'Antoine Fuqua : Leila Hope
- 2015 : Les Secrets des autres (The Grief of Others) de Patrick Wang : Biscuit Ryrie
- 2016 : Bad Moms de Jon Lucas et Scott Moore (en) : Jane
- 2016 : Little Boxes (en) de Rob Meyer : Ambrosia Reed
- 2016 : Peter et Elliott le dragon (Pete's Dragon) de David Lowery : Natalie
- 2017 : Bad Moms 2 Jon Lucas et Scott Moore : Jane
- 2017 : Les Proies (The Beguiled) de Sofia Coppola : Amy
- 2019 : Big Time Adolescence de Jason Orley : Sophie
- 2020 : Lost Girls de Liz Garbus : Sarra Gilbert
- 2020 : Petit Guide de la chasseuse de monstres de Rachel Talalay : Liz LeRue
- 2020 : What We Found (en) de Ben Hickernell : Holly

### Télévision
- 2011 : Celebrity Ghost Stories (en) : Phyllis (saison 3, épisode 14)
- 2012 : Louie : Fille méchante (saison 3, épisode 9)
- 2014 : New York, unité spéciale : Zoe Harris (saison 16, épisode 6)
- 2015 : Orange Is the New Black : Tiffany à 10 ans (saison 3, épisode 10)
- 2015 : Understudies : Astoria jeune (épisode 11)
- 2016 : Blindspot : Maya Ahmadi (saison 1, épisode 20)
- 2018-2021 : La Colo magique : Hérissonne / voix additionnelles (80 épisodes)